# Fabrizio Violati

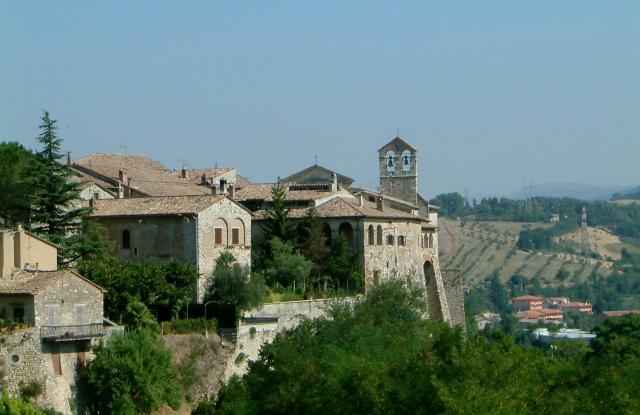
In San Gemini gründete die Familie Violati 1889 ihre erste Mineralwasserproduktion

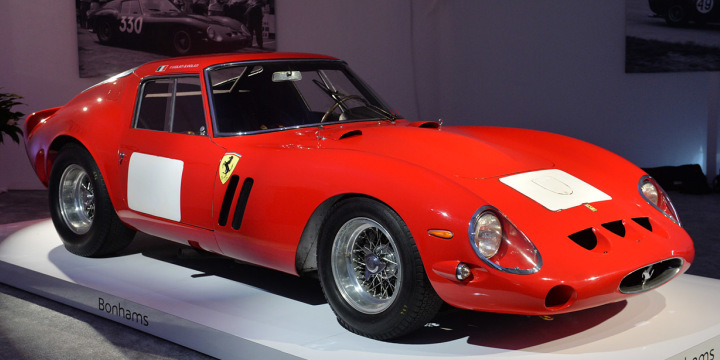
Der von 1965 bis zu seinem Tod 2010 in Violatis Besitz befindliche Ferrari 250 GTO mit der Fahrgestellnummer 3851GT

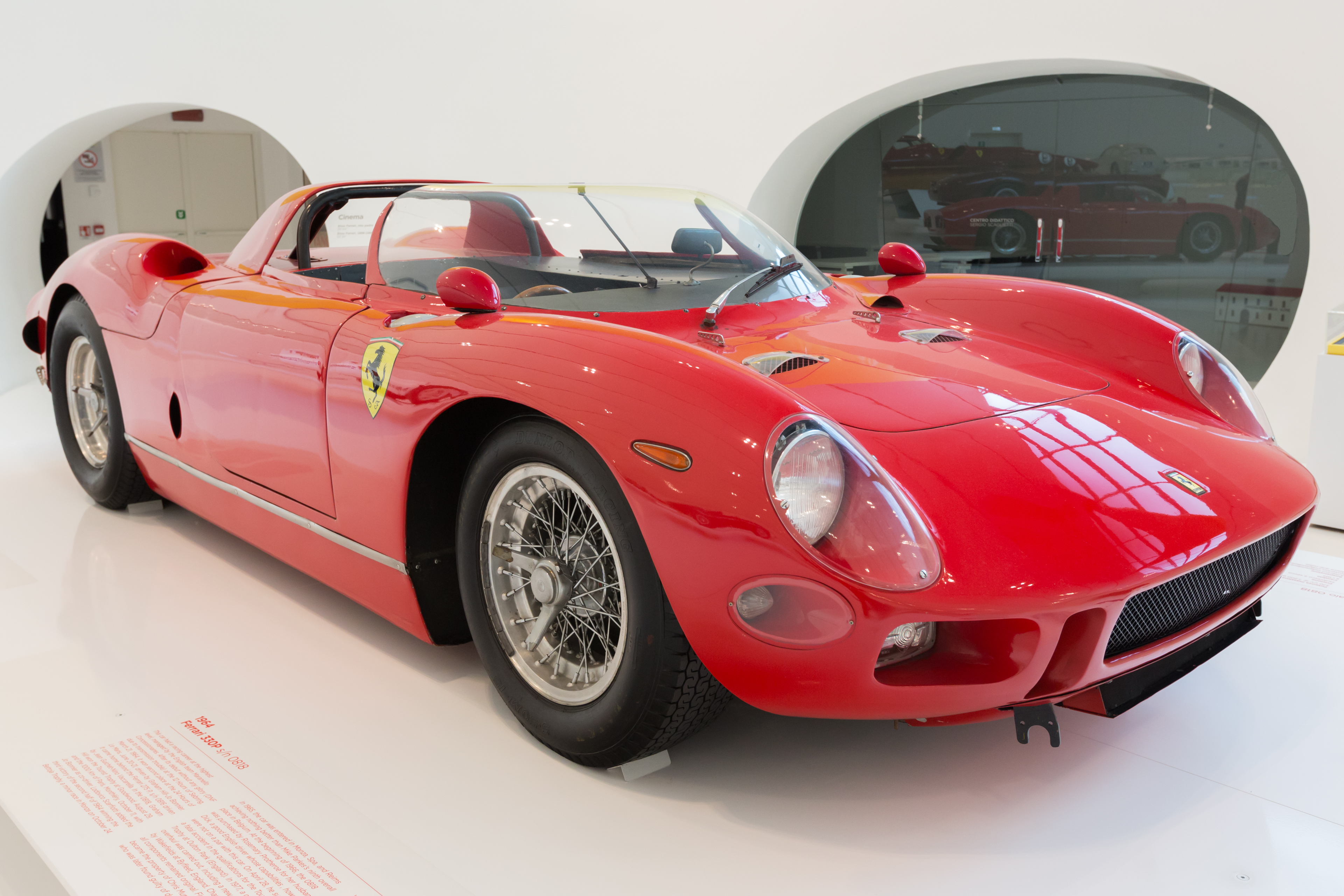
Ferrari 330P mit der Fahrgestellnummer 0818 der sich lange im Besitz von Violati befand und heute im Enzo Ferrari Museum Modena steht

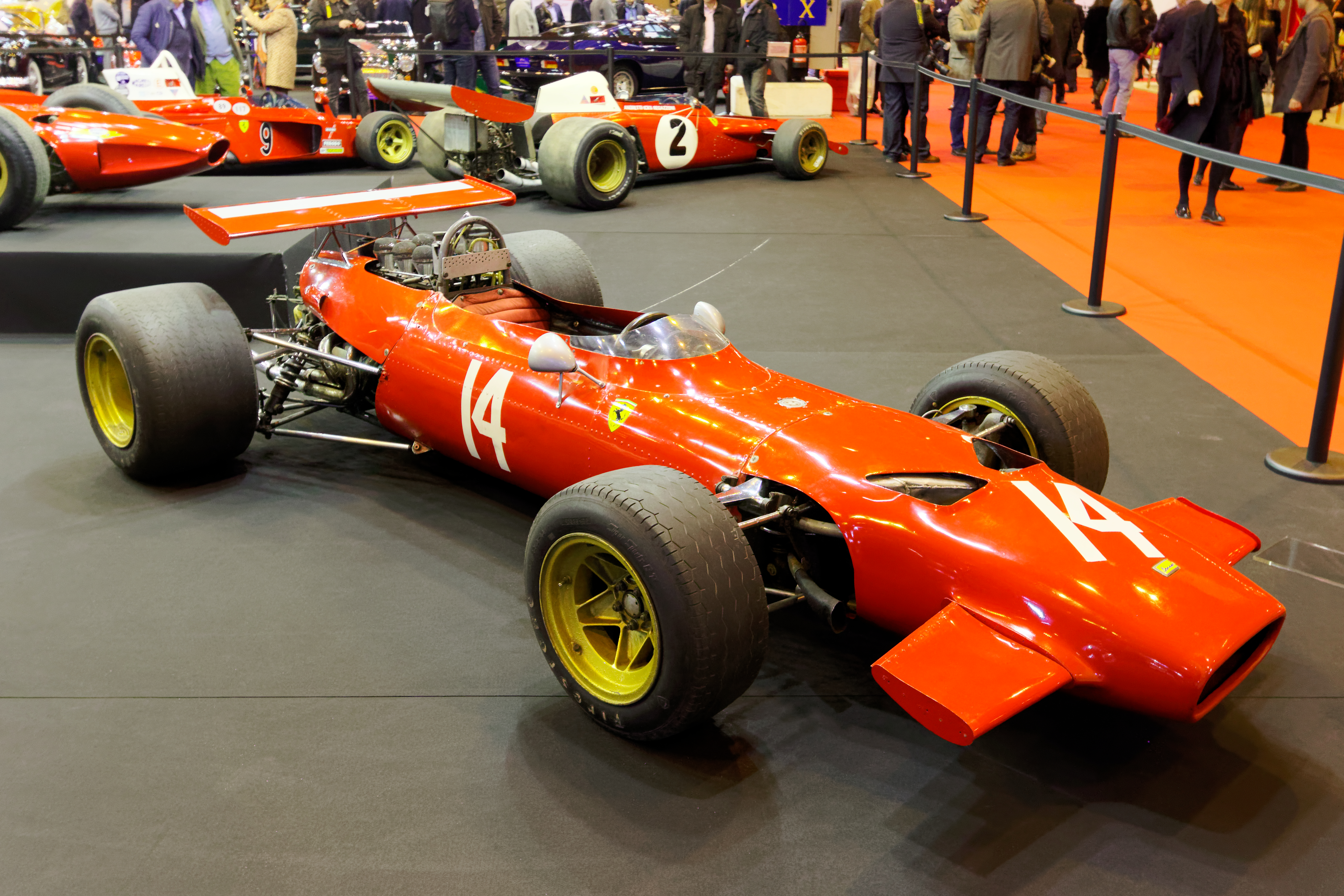
Der inzwischen verkaufte Ferrari 246 Tasman aus der Sammlung Violati

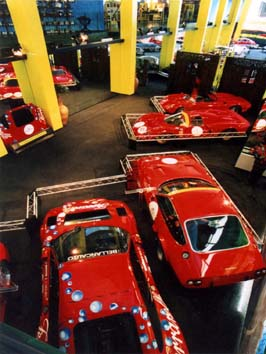
Ferraris im Museum Maranello Rosso in Falciano

Fabrizio Violati (* 17. Juni 1935 in Rom; † 22. Januar 2010 in Stadt San Marino) war ein italienischer Unternehmer, Autorennfahrer und Ferrari-Enthusiast.

## Familie
Fabrizio Violati kam 1935 als Sprössling der Familie Violati zur Welt. Die Familie Violati war neben ausgedehnten Ländereien in Umbrien im Besitz der Mineralwasserproduzenten Sangemini und Ferrarelle. Fabrizio Violati studierte in den 1950er-Jahren mit Abschlüssen Geologie, trat jedoch später in das Familienunternehmen ein. Er wurde Generaldirektor der Unternehmensgruppe und blieb dies bis zum Verkauf aller Familienanteile an den französischen Getränke- und Lebensmittelkonzern Danone 1987.

## Leidenschaft für Fahrzeuge der Marke Ferrari
Violatis Leidenschaft für Ferrari wurde knapp nach dem Ende des Zweiten Weltkriegs bei einem Autorennen geweckt. Mit seinem Vater besuchte er als 12-Jähriger den Großen Preis von Rom und verfolgte, wie Franco Cortese auf einem Werks-Ferrari 125 Spyder das Rennen gewann.
Seinen ersten Ferrari erwarb er 1965. Es war ein Ferrari 250 GTO mit der Fahrgestellnummer 3851GT, den er dem Südtiroler Herrenfahrer Ernesto Prinoth für 2.500.000 Lire (umgerechnet 4.000 US-Dollar oder 1.400 Pfund Sterling, heute 20.000 Pfund Sterling) abkaufte. Der Wagen war zuerst im Besitz des französischen Rennfahrers Jo Schlesser, der mit dem GTO und seinem Landsmann Henri Oreiller als Beifahrer 1962 Gesamtzweiter bei der Tour de France für Automobile wurde. Nächster Eigner war Paolo Colombo, der mit dem Wagen vor allem Bergrennen bestritt und ihn Ende der Saison 1963 an Prinoth abgab.
Violati wurde zum Sammler und erwarb 1974 mit einem 250 GT seinen zweiten Ferrari. Es folgten ein 250 GT SWB Competizione und ein 330P. Der 330P war in den 1960er-Jahren im Besitz des britischen Ferrari-Importeurs Ronny Hoare, der den Wagen über sein Rennteam Maranello Concessionaires bei Sportwagenrennen meldete. Graham Hill gewann damit die RAC Tourist Trophy 1964. Dazu kam ein zweiter Endrang beim 24-Stunden-Rennen von Le Mans 1964 (mit Joakim Bonnier) und ein weiterer Sieg beim 1000-km-Rennen von Paris 1964. Der Prototyp wurde 1982 von der US-Drogenbehörde beschlagnahmt. Der Eigentümer, Robert Murray, war wegen Drogenschmuggels verhaftet worden und Violati kaufte das Fahrzeug 1985 für 250.000 US-Dollar.
Über die Jahre wuchs die Sammlung. Neben verschiedenen GT-Modellen zählte dazu ein Ferrari 312T3, den Gilles Villeneuve und Carlos Reutemann 1978 in der Formel-1-Weltmeisterschaft fuhren, und ein Ferrari 512 BB LM.
Fabrizio Violati unterhielt eine enge Beziehung zu Enzo Ferrari. Mit dessen Unterstützung gründete er 1984 den Ferrari Club Italia. Das große Ziel, die Sammlung in ein offizielles Ferrari-Museum einzubringen wurde 1987 erreicht. Der greise Enzo Ferrari gab seine Zustimmung, die Bezeichnung Maranello Rosso für das Museo Maranello Rosso in Falciano verwenden zu dürfen. Das Museum wurde 1989 eröffnet und beinhaltete die gesamte Ferrari-Sammlung Violatis, darunter auch einen 250 Spyder Pinin Farina, der einst im Besitz von Marilyn Monroe war. 2000 wurde die Ausstellung um 40 Fahrzeuge der Marke Abarth erweitert. Nach Violatis Tod 2010 verkauften die Erben sukzessive die Ferraris der Sammlung und erzielten dabei für die zehn verkauften Wagen Rekordpreise. Der Ferrari 246 Tasman, mit dem Lorenzo Bandini 1966 Zweiter beim Großen Preis von Monaco und Dritter beim Großen Preis von Belgien wurde, ging für 1.000.000 Euro an einen neuen Besitzer.
Der 250 GTO wurde im August 2014 bei Bonhams in Kalifornien zum Rekordpreis von 38 Millionen US-Dollar (38.115.000) versteigert.

## Karriere als Rennfahrer
Die Rennkarriere von Violati begann 1951 mit Vespa-Motorrollern. Nachdem er die Fähigkeit perfektioniert hatte, mit dem Roller über mehrere Fässer zu springen, wurde er von der Geschäftsleitung von Vespa als Werks- und Testfahrer engagiert. 1954 gewann er seine Wertungsklasse bei der italienischen Vespa-Meisterschaft.
Die Laufbahn auf vier Rädern begann 1959 auf einem Fiat 600 bei Bergrennen. 1960 verunglückte er auf einem Abarth 750 GT schwer und musste mehrere Monate zur Genesung im Krankenhaus verbringen.
Das Rennverbot der Familie durchbrach er erst 1979, als er zunächst historische Autorennen fuhr und später Sportwagenrennen bestritt. Er finanzierte zudem Einsätze der Scuderia Supercar Bellancauto in der Sportwagen-Weltmeisterschaft und beim 24-Stunden-Rennen von Le Mans. 1981 wurde er gemeinsam mit Diulio Truffo Gesamtfünfter beim 6-Stunden-Rennen von Pergusa. In Le Mans war er zweimal am Start. Bei beiden Einsätzen konnte er das Rennen nicht beenden. 1980 stoppte ihn ein Unfall und 1981 ein Schaden an der Elektrik. In allen Fällen war ein Ferrari 512 BB LM das Einsatzfahrzeug.

## Statistik

### Le-Mans-Ergebnisse
| Jahr | Team                              | Fahrzeug          | Teamkollege        | Teamkollege       | Platzierung | Ausfallgrund |
| ---- | --------------------------------- | ----------------- | ------------------ | ----------------- | ----------- | ------------ |
| 1980 | Scuderia Supercar Bellcantauto    | Ferrari 512 BB LM | Maurizio Micangeli | Spartaco Dini     | Ausfall     | Unfall       |
| 1981 | Scuderia Supercar Bellancauto SRL | Ferrari 512 BB LM | Diulio Truffo      | Maurizio Flammini | Ausfall     | Elektrik     |

### Einzelergebnisse in der Sportwagen-Weltmeisterschaft
| Saison | Team                          | Rennwagen      | 1   | 2   | 3   | 4   | 5   | 6   | 7   | 8   | 9   | 10  | 11  | 12  | 13  | 14  | 15  | 16  |
| ------ | ----------------------------- | -------------- | --- | --- | --- | --- | --- | --- | --- | --- | --- | --- | --- | --- | --- | --- | --- | --- |
| 1980   | Scuderia Supercar Bellancauto | Ferrari 512 BB | DAY | BRH | SEB | MUG | MON | RIV | SIL | NÜR | LEM | DAY | WAT | SPA | MOS | ROA | VAL | DIJ |
| 1980   | Scuderia Supercar Bellancauto | Ferrari 512 BB |     |     |     |     | DNF |     |     |     | DNF |     |     |     |     |     |     |     |
| 1981   | Scuderia Supercar Bellancauto | Ferrari 512 BB | DAY | SEB | MUG | MON | RIV | SIL | NÜR | LEM | PER | DAY | WAT | SPA | MOS | ROA | BRH |     |
| 1981   | Scuderia Supercar Bellancauto | Ferrari 512 BB |     |     |     | 15  |     |     |     | DNF | 5   |     |     |     |     |     |     |     |
| 1982   | Scuderia Bellancauto          | Ferrari 512 BB | MON | SIL | NÜR | LEM | SPA | MUG | FUJ | BRH |     |     |     |     |     |     |     |     |
| 1982   | Scuderia Bellancauto          | Ferrari 512 BB |     |     | 10  |     |     |     |     |     |     |     |     |     |     |     |     |     |